# Sims (Schiff, 1939)
Die USS Sims (DD-409) war ein 1939 in Dienst gestellter US-amerikanischer Zerstörer und das Typschiff der Sims-Klasse. Bekanntheit erlangte der Zerstörer vor allem durch seine Beteiligung an der Schlacht im Korallenmeer, in deren Verlauf er am 7. Mai 1942 durch den Beschuss japanischer Flugzeuge versenkt wurde. 176 der insgesamt 192 Besatzungsmitglieder kamen hierbei ums Leben.

## Geschichte
Die Sims wurde am 15. Juli 1937 in der Werft von Bath Iron Works in Bath auf Kiel gelegt und lief am 8. April 1939 vom Stapel. Nach Probefahrten im Juli 1939 nahm sie am 1. August 1939 unter dem Kommando von Lieutenant Commander William Arthur Griswold offiziell den Dienst auf. Es folgten weitere Probefahrten in der Karibik und ein Werftaufenthalt in der Boston Navy Yard. Am 2. August 1940 wurde das Schiff als Teil des Geschwaders Atlantic Squadron nach Norfolk verlegt. Aufgabe des Zerstörers waren fortan Neutralitätspatrouillen in der Karibik und im Südatlantik, bis zum Ausbruch des Krieges folgten Einsätze nach Martinique und nach Island. Zuletzt war es als Teil des Destroyer Squadron 2 in Newport für Patrouillen im Atlantik stationiert. Seit Oktober 1941 stand das Schiff unter dem Kommando von Lieutenant Commander Willford Milton Hyman.
Nach Eintritt der USA in den Zweiten Weltkrieg im Dezember 1941 wurde die Sims wie der Rest ihres Geschwaders Teil der Task Force 17 zum Geleitschutz des Flugzeugträgers Yorktown. Am 23. Januar 1942 traf das Geschwader als Teil eines Konvois in Samoa ein, wo ein baldiger Angriff der Japaner erwartet wurde. Als Reaktion hierauf sollte ein Angriff japanischer Stellungen auf den Marshallinseln mit den Einheiten der Yorktown erfolgen. Die Sims verließ am 25. Januar mit ihrem Geschwader Samoa, am 28. Januar sichtete das Schiff um 11.05 Uhr Ortszeit einen feindlichen Bomber. Neun Minuten später schlugen vier Bomben in der Nähe der Sims ein. Sie blieb unbeschädigt, der Angriff des Geschwaders auf die Inselgruppe konnte am nächsten Tag durchgeführt werden. Es folgten weitere Einsätze dieser Art, unter anderem gab das bei Rossel liegende Schiff im März 1942 Geleitschutz für die Yorktown und die Lexington bei einem Angriff auf Stellungen in Neuguinea.

### Schlacht im Korallenmeer
Am Morgen des 7. Mai 1942 geleitete die Sims in größerer Entfernung zur restlichen Flotte den Tanker Neosho, als beide Schiffe von japanischen Aufklärungsflugzeugen gesichtet wurden, die von einem Verband japanischer Flugzeugträger unter dem Kommando von Admiral Takagi Takeo gestartet waren. Aufgrund der Entfernung hielt man den Tanker für einen Flugzeugträger, die Sims für einen geleitenden Kreuzer. Admiral Takeo befahl den Angriff beider Schiffe mit 15 Bombern, der um 9.30 Uhr Ortszeit erfolgte, jedoch seine Ziele verfehlte. Auch einen zweiten Angriff von zehn Bombern um 10.38 Uhr überstand die Sims dank schneller Ausweichmanöver. Erst eine dritte, kurz danach folgende Angriffswelle von 36 Bombern des Typs Aichi D3A traf beide Schiffe schwer.
Die Sims wurde von allen Seiten von den Bombern angegriffen. Zwei Bomben detonierten im Maschinenraum des Zerstörers, der nun mit dem Heck voran zu sinken begann. Eine erneute Explosion beim Untergang des Schiffes war so stark, dass es mehrere Meter aus dem Wasser gehoben wurde, ehe es schließlich versank. 16 Überlebende konnten sich auf ein beschädigtes Beiboot der Sims retten. Die Überlebenden blieben zunächst bei der schwer beschädigten Neosho und wurden schließlich vom Zerstörer USS Henley gerettet. 176 Besatzungsmitglieder kamen ums Leben, darunter der Kommandant Willford Milton Hyman.
Für ihre Einsätze im Zweiten Weltkrieg erhielt die USS Sims zwei Battle Stars. Ihr Wrack wurde bislang nicht gefunden.